# چونگکینگوسور
چونگکینگوسور (نام علمی: Chungkingosaurus) نام یک سرده از راسته پرنده‌کفلان است.